# Rurópolis
Rurópolis est une municipalité brésilienne située dans l'État du Pará, dans la région Nord du Brésil.
La forêt nationale de Trairão englobe une partie de la commune, et fait l'objet d'un plan de gestion. La commune voit aussi sur son territoire une partie de la forêt nationale Tapajós, qui est une zone de conservation durable d'une superficie de 549067 hectares créée en 1974.